# Phlebophyllum
Phlebophyllum là chi thực vật có hoa trong họ Acanthaceae.